# Zamłynie (Silésie)
Pour les articles homonymes, voir Zamłynie.
Zamłynie est une localité polonaise de la gmina de Wręczyca Wielka, située dans le powiat de Kłobuck en voïvodie de Silésie.